# Räkna med bråk
Räkna med bråk är en svensk komedifilm från 1957 i regi av Rolf Husberg. Filmen är baserad på Bengt Linders radioserie Räkna med bråk från 1955-1956. I huvudrollerna ses Carl-Gustaf Lindstedt, Arne Källerud, Sture Lagerwall och Hjördis Petterson.

## Om filmen
Som förlaga har man författaren Bengt Linders radioserie Räkna med bråk som sändes 1955-1956. Filmen spelades in vid Sandrew-Ateljéerna i Stockholm med exteriörer från Hötorgets tunnelbanestation av Hilding Bladh. Det var Terrafilms sista film.
Filmen premiärvisades den 5 augusti 1957 på biograf Astoria i Stockholm. 

## Rollista i urval
- Carl-Gustaf Lindstedt - Carl-Gustaf Grepeclou
- Arne Källerud - Arne Mullin
- Sture Lagerwall - Julius Grepeclou, Carl-Gustafs farbror
- Hjördis Petterson - Clara Grepeclou, Carl-Gustafs faster
- Elsa Ebbesen-Thornblad - Olga Grepeclou, Carl-Gustafs faster
- Birgitta Andersson - Christina Grepeclou, Julius dotter, Carl-Gustafs kusin
- Bengt Brunskog - John Lindblom, lärare
- Lasse Krantz - Urban, slottsbetjänt
- Ragnar Arvedson - Caesar Stark, advokat
- Torsten Lilliecrona - amiral
- Gunnar Nielsen - doktor Sandin, husläkaren
- Gunnar "Knas" Lindkvist - konduktören
- Karin Miller - Inga, lärare
- Wiktor "Kulörten" Andersson - Andersson, skolvaktmästaren
- Hanny Schedin - fru Jonsson, hyresvärdinnan

## Filmmusik i urval
- "Trouble", kompositör Gösta Theselius
- "Brudhambo", kompositör Jack Gill, instrumental.
- "Burlatskaja/Svornik russkich narodnych psen"/"Éj uchnem'!" ("Pråmdragarnas sång"/"Volgasången"), svensk text Miguel Torres, instrumental.